# Municipio de Lees (Carolina del Norte)
El municipio de Lees (en inglés: Lees Township) es un municipio ubicado en el  condado de Columbus en el estado estadounidense de Carolina del Norte. En el año 2010 tenía una población de 3.835 habitantes.

## Geografía
El municipio de Lees se encuentra ubicado en las coordenadas 34°10′43.61″N 78°39′7.05″O / 34.1787806, -78.6519583.